# 安丰郡 (南梁)
安豐郡，中国南北朝时设置的郡。
南朝梁天监八年（509年）置安豐郡，属于东徐州，治今江苏省盱眙县西北。太清三年（549年），安豐郡被东魏占领。东魏合并南梁的朱沛郡、修仪郡、安豐郡为朱沛县。北周朱沛县合并入高平县，属于宿豫郡。隋文帝开皇十八年（598年）废高平县改为徐城县。